# Weber-Elektrodynamik
Die Webersche Elektrodynamik (auch Weber-Elektrodynamik genannt) ist in der Physik ein historisch relevanter Ansatz zur Erklärung und Beschreibung der Grundphänomene der Elektrodynamik. Sie geht auf Wilhelm Eduard Weber und Carl Friedrich Gauß zurück. Die Theorie nimmt an, dass die elektrische Kraft nicht nur vom Abstand, sondern auch von der Geschwindigkeit abhängt. Sie erweitert dazu das Coulombgesetz mit dem Ziel die magnetische Kraft mit einzubeziehen um zusätzliche Terme. In der modernen Physik gilt die Maxwell-Elektrodynamik als unumstrittene Grundlage des klassischen Elektromagnetismus. Die Weber-Elektrodynamik ist hingegen weitgehend unbekannt und vergessen.
Die Webersche Elektrodynamik besitzt jedoch einige bemerkenswerte Eigenschaften, die sie auch noch aus heutiger Perspektive interessant erscheinen lassen. Insbesondere ihre Fähigkeit die magnetische Kraft bei beliebig geformten, stromdurchflossenen Leiterbahnen erklären zu können, sowie ihre Eigenschaft die Impuls-, Drehimpuls und Energieerhaltung zu erfüllen sind hier hervorzuheben.

## Grundlegender Ansatz
Die Weber-Elektrodynamik geht davon aus, dass die Kraft {\displaystyle {\vec {F}}} zwischen zwei Punktladungen {\displaystyle q_{s}} und {\displaystyle q_{d}} durch die Gleichung
{\displaystyle {\vec {F}}={\frac {q_{s}q_{d}}{4\pi \varepsilon _{0}}}{\frac {\vec {r}}{r^{3}}}\left(1-{\frac {{\dot {r}}^{2}}{2c^{2}}}+{\frac {r{\ddot {r}}}{c^{2}}}\right),}
gegeben ist. Dabei ist {\displaystyle {\vec {r}}={\vec {r}}_{d}-{\vec {r}}_{s}} der Abstandsvektor von Punktladung {\displaystyle q_{s}} auf die Punktladung {\displaystyle q_{d}} und {\displaystyle r} der Betrag des Abstandsvektors. Entsprechend stellt {\displaystyle {\dot {r}}} die erste und {\displaystyle {\ddot {r}}} die zweite zeitliche Ableitung des Betrags des Abstandsvektors dar. {\displaystyle c} ist die Lichtgeschwindigkeit im Vakuum. Die Kraft-Formel wird auch als Webersches Gesetz bezeichnet.
Zwei Jahre nach der Entwicklung seiner Kraftformel stellte Weber 1848 eine Formel für eine geschwindigkeitsabhängige potentielle Energie vor:
{\displaystyle U(r,{\dot {r}})={\frac {q_{s}q_{d}}{4\pi \varepsilon _{0}r}}\left(1-{\frac {{\dot {r}}^{2}}{2c^{2}}}\right).}
Dass es sich hierbei tatsächlich um die potentielle Energie der von Weber postulierten Kraft handelt, wird weiter unten gezeigt.
Die Weber-Kraft unterscheidet sich auch für kleine Geschwindigkeiten ({\displaystyle {\dot {r}}\ll c}) und Beschleunigungen von der Kraft, die man durch Lösen der Maxwell-Gleichungen für eine Punktladung erhält. Nur für {\displaystyle {\dot {r}}=0} und {\displaystyle {\ddot {r}}=0} führen beide Ansätze zu den gleichen experimentellen Vorhersagen.

## Geschichtlicher Kontext
Das bestimmende Merkmal der Weber-Elektrodynamik ist die Annahme, dass die elektrische Kraft nicht nur vom Abstand zwischen den Ladungen, sondern auch von deren Differenzgeschwindigkeit zueinander abhängt. Die Idee dazu findet sich zum ersten Mal in den Arbeiten von Carl Friedrich Gauß im Jahre 1835. Wilhelm Eduard Weber, welcher eng mit Gauss befreundet war, nahm diese Idee vermutlich auf und führte eine Reihe komplexer Experimente durch, welche an die Arbeiten von André-Marie Ampère und Hans Christian Ørsted aus den Jahren 1820 bis 1822 anknüpfen. Im Jahre 1846 veröffentlichte Weber dann das nach ihm benannte und das Coulombgesetz verallgemeinernde Webersche Gesetz.
Im Jahre 1861 führte James Clerk Maxwell den Verschiebungsstrom in das Ampèresche Gesetz ein. Die Maxwell-Gleichungen erhielten dadurch ihre heutige Form. Vier Jahre später leitete er dann aus den Maxwellgleichungen eine Wellengleichung ab, bei der sich die elektromagnetische Welle in allen Inertialsystemen mit Lichtgeschwindigkeit ausbreitet. Damit wurde dann die Verbindung zwischen elektromagnetischen Wellen und Licht hergestellt. Aufgrund dieses Erfolges wurden die Maxwell-Gleichungen schnell zur Standard-Theorie. Die Weber-Elektrodynamik geriet hingegen in Vergessenheit, da sie nicht zur ersten Maxwell-Gleichung, welche die bezugssystemunabhängige Invarianz der elektrischen Ladung fordert, kompatibel ist.

## Eigenschaften

### Impulserhaltung, Drehimpulserhaltung und Energieerhaltung in Weberscher und Maxwellscher Elektrodynamik
In der Maxwellschen Elektrodynamik gilt das dritte newtonsche Axiom nicht für Punktladungen. Stattdessen beeinflussen Teilchen umgebene elektromagnetische Felder und die Felder üben Kräfte auf Teilchen aus. Direkte Kräfte zwischen Teilchen gibt es in der Maxwellschen Elektrodynamik hingegen nicht. Aus diesem Grund sind die Kräfte, welche benachbarte Teilchen gegenseitig aufeinander ausüben in der Maxwellschen Elektrodynamik nicht immer umgekehrt gleich groß, insbesondere auch dann nicht, wenn sich die Teilchen sehr langsam im Vergleich zur Lichtgeschwindigkeit bewegen und Beschleunigungen vernachlässigbar sind.
In der maxwellschen Elektrodynamik gilt die Impulserhaltung, die Drehimpulserhaltung und die Energieerhaltung nur dann, wenn sowohl die Quellen der Kräfte, als auch deren Felder berücksichtigt werden. Eine ausschließliche Betrachtung der Quellen allein ist nicht hinreichend, beispielsweise ist der Gesamtimpuls aller Punktladungen eines Systems nicht notwendigerweise konstant, da die Punktladungen Impuls auf das elektromagnetische Feld und dieses umgekehrt Impuls auf die Punktladungen übertragen kann. Das bekannte Phänomen des Strahlungsdrucks zeigt, dass elektromagnetische Wellen tatsächlich in der Lage sind, Impuls auf Materie zu übertragen.
Die Weber-Kraft ist im Gegensatz dazu ziemlich verschieden. Da es sich bei der Weber-Kraft um eine symmetrische Zentralkraft handelt, gehorchen alle Partikel, ungeachtet ihrer Masse und Größe exakt dem Prinzip Actio gleich Reactio. Daher gilt in der Weberschen Elektrodynamik die Impulserhaltung. Die Erhaltung des Drehimpulses folgt aus der Eigenschaft der Weber-Kraft eine Zentralkraft zu sein.
Auch die Gesamtenergie eines Teilchensystems bleibt in der Weber-Elektrodynamik grundsätzlich erhalten. Um das zu zeigen, wird die Weber-Kraft mit {\displaystyle {\dot {\vec {r}}}} multipliziert. Schreibt man {\displaystyle {\vec {r}}} in Kugelkoordinaten, so lässt sich zeigen, dass die Beziehung {\displaystyle {\vec {r}}\cdot {\dot {\vec {r}}}=r{\dot {r}}} gilt. Damit gelangt man zu
{\displaystyle {\vec {F}}\cdot {\dot {\vec {r}}}={\frac {q_{s}q_{d}}{4\pi \varepsilon _{0}}}{\frac {\dot {r}}{r^{2}}}\left(1-{\frac {{\dot {r}}^{2}}{2c^{2}}}+{\frac {r{\ddot {r}}}{c^{2}}}\right).}
Ableiten des Weber-Potentials nach der Zeit ergibt
{\displaystyle {\dot {U}}={\frac {q_{1}\,q_{2}}{4\,\pi \,\varepsilon _{0}}}\left(-{\frac {\dot {r}}{r^{2}}}+{\frac {{\dot {r}}^{3}}{2r^{2}c^{2}}}-{\frac {{\dot {r}}{\ddot {r}}}{rc^{2}}}\right)=-{\frac {q_{1}\,q_{2}}{4\,\pi \,\varepsilon _{0}}}{\frac {\dot {r}}{r^{2}}}\left(1-{\frac {{\dot {r}}^{2}}{2c^{2}}}+{\frac {r{\ddot {r}}}{c^{2}}}\right).}
Ein Vergleich der beiden Gleichungen zeigt, dass {\displaystyle {\dot {U}}=-{\vec {F}}\cdot {\dot {\vec {r}}}} gilt. Damit wird deutlich, dass auch die Energieerhaltung gelten muss, denn daraus folgt durch Einsetzen der Grundgleichung der Mechanik {\displaystyle {\dot {U}}=-m\,{\ddot {\vec {r}}}\cdot {\dot {\vec {r}}}}. Die rechte Seite entspricht bis auf das Vorzeichen der zeitlichen Ableitung der kinetischen Energie. Das bedeutet, dass jede zeitliche Änderung der potentiellen Energie genau durch eine zeitliche Änderung der kinetischen Energie kompensiert wird. Die Gesamtenergie, also die Summe aus potentieller Energie und kinetischer Energie, ist somit eine Erhaltungsgröße.

### Relativgeschwindigkeitsabhängigkeit der Stärke der Kraft in der Weber-Elektrodynamik
Die absolute Stärke der Weber-Kraft hängt nicht nur vom Abstand {\displaystyle r} der Punktladungen, sondern auch von der Radialgeschwindigkeit {\displaystyle {\dot {r}}} und der Radialbeschleunigung {\displaystyle {\ddot {r}}} ab. Das wird deutlich, wenn man den Betrag der Weber-Kraft berechnet:
{\displaystyle \Vert {\vec {F}}\Vert ={\sqrt {{\vec {F}}\cdot {\vec {F}}}}={\frac {q_{s}q_{d}}{4\pi \varepsilon _{0}}}{\frac {1}{r^{2}}}\left(1-{\frac {{\dot {r}}^{2}}{2c^{2}}}+{\frac {r{\ddot {r}}}{c^{2}}}\right).}
Daraus folgt, dass ein neutrales Plasma bei einer Temperaturerhöhung seine elektrische Neutralität verlieren müsste, da die Elektronen deutlich leichter sind als die Ionen und somit bei einer Temperaturerhöhung des Plasmas überproportional an Geschwindigkeit gewinnen. Bisher wurde Derartiges noch nicht beobachtet.

### Magnetismus in der Weber-Elektrodynamik

Um zur magnetischen Kraft eines stromdurchflossenen Drahtes auf eine bewegte Probeladung zu gelangen, muss die Weber-Kraft zwischen jeder einzelnen Ladung im Draht und der Probeladung berechnet und aufsummiert werden.

Webers Ziel bei der Entwicklung seiner Kraftformel bestand darin, die magnetischen Kraftwirkungen eines stromdurchflossen Drahtes auf die elektrischen Kräfte der im Draht enthaltenen Ladungsträger zurückzuführen. Es ist bemerkenswert, dass ihm dieses gelang und das unscheinbar wirkende Webersche Gesetz die magnetische Kraft tatsächlich zu enthalten scheint. In der maxwellschen Elektrodynamik ist die magnetische Kraft hingegen eigenständig und das magnetische Feld bildet zusammen mit dem elektrischen Feld den vierdimensionalen elektromagnetischen Feldstärketensor. Die eigentliche Kraftwirkung berechnet sich anschließend durch Anwendung des Lorentzkraftgesetzes.
Um einen Zugang zu Webers Idee zu finden, ist es hilfreich, die Weber-Kraft unter Verwendung von {\displaystyle {\dot {\vec {r}}}:={\vec {v}}} und {\displaystyle {\ddot {\vec {r}}}:={\vec {a}}} in die Vektorschreibweise zu überführen. Mit
{\displaystyle {\dot {r}}={\frac {\mathrm {d} }{\mathrm {d} t}}{\sqrt {{\vec {r}}\cdot {\vec {r}}}}={\frac {{\vec {r}}\cdot {\dot {\vec {r}}}}{r}}={\frac {{\vec {r}}\cdot {\vec {v}}}{r}}}
und
{\displaystyle {\ddot {r}}={\frac {\mathrm {d} ^{2}}{\mathrm {d} t^{2}}}{\sqrt {{\vec {r}}\cdot {\vec {r}}}}={\frac {{\vec {r}}\cdot {\ddot {\vec {r}}}}{r}}-{\frac {({\vec {r}}\cdot {\dot {\vec {r}}})^{2}}{r^{3}}}+{\frac {{\dot {\vec {r}}}\cdot {\dot {\vec {r}}}}{r}}={\frac {{\vec {r}}\cdot {\vec {a}}}{r}}-{\frac {({\vec {r}}\cdot {\vec {v}})^{2}}{r^{3}}}+{\frac {v^{2}}{r}}}
lautet die Weber-Kraft
{\displaystyle {\vec {F}}={\frac {q_{s}q_{d}}{4\pi \varepsilon _{0}}}{\frac {\vec {r}}{r^{3}}}\left(1+{\frac {v^{2}}{c^{2}}}-{\frac {3}{2}}\left({\frac {\vec {r}}{r}}\cdot {\frac {\vec {v}}{c}}\right)^{2}+{\frac {{\vec {r}}\cdot {\vec {a}}}{c^{2}}}\right).}
Definiert man {\displaystyle \alpha } als den Winkel zwischen der Verbindungsachse der beiden Punktladungen und der Differenzgeschwindigkeit {\displaystyle {\vec {v}}} und nimmt vorhandene Differenzbeschleunigungen {\displaystyle {\vec {a}}} als vernachlässigbar an, so vereinfacht sich die Weber-Kraft zu
{\displaystyle {\vec {F}}={\frac {q_{s}q_{d}}{4\pi \varepsilon _{0}}}{\frac {\vec {r}}{r^{3}}}\left(1+{\frac {v^{2}}{c^{2}}}\left(1-{\frac {3}{2}}\cos(\alpha )^{2}\right)\right).}
Damit wird deutlich, dass die Weber-Kraft von der Richtung abhängt, in welcher sich die Punktladungen zueinander bewegen. Bewegen sich die Punktladungen direkt aufeinander zu oder voneinander weg ({\displaystyle \alpha =0^{\circ }} bzw. {\displaystyle 180^{\circ }}), so ist die Weber-Kraft schwächer als von der Coulombkraft vorhergesagt wird. Bewegen sich die Ladungen jedoch seitlich aneinander vorbei ({\displaystyle \alpha =\pm 90^{\circ }}), so ist die Weber-Kraft stärker als es die Coulomkraft erwarten lassen würde.
Diese vermutlich relativistische Korrektur der Coulombkraft genügt, um die Lorentzkraft für beliebig geformte, gleichstromdurchflossene, geschlossene Leiterbahnen zu erklären. Wie gezeigt werden kann, ergibt sich die Kraftwirkung des magnetischen Feldes aus der Summe aller Weber-Kräfte zwischen den Ladungsträgern in der Leiterbahn und der Probeladung. Bei der Summation bzw. Integration ist zu beachten, dass jeweils der individuelle Abstandsvektor {\displaystyle {\vec {r}}={\vec {r}}_{d}-{\vec {r}}_{s}}, sowie die korrekte Differenzgeschwindigkeit {\displaystyle {\vec {v}}={\vec {v}}_{d}-{\vec {v}}_{s}} verwendet wird.
Es ist wichtig zu betonen, dass sich die experimentellen Vorhersagen der Weber-Elektrodynamik und der Maxwellschen Elektrodynamik für nicht-geschlossene Leiterbahnen oder inhomogene Stromdichten unterscheiden. Des Weiteren sollte erwähnt werden, dass Webers Erklärung Galilei-invariant ist.

## Einschränkungen
Ungeachtet verschiedener Bemühungen wurde eine Geschwindigkeits- bzw. Beschleunigungsabhängigkeit der absoluten Stärke der elektrischen Kraft bisher noch nicht beobachtet. Darüber hinaus sagt die Webersche Elektrodynamik voraus, dass sich Ladungen unter bestimmten Umständen so verhalten, als ob sie eine negative Trägheit besitzen würden, was ebenfalls noch nie beobachtet wurde. Diese von Helmholtz stammenden Argumente werden jedoch von manchen Wissenschaftlern in Frage gestellt.
Eine sehr offensichtliche Einschränkung der Weberschen Elektrodynamik besteht im Übrigen darin, dass sie nicht in der Lage ist, elektromagnetische Wellen zu beschreiben. Diese Einschränkung ist jedoch nicht grundsätzlicher Natur. Sie besteht schlichtweg dadurch, dass die Webersche Elektrodynamik nie zu einer Feldtheorie ausgebaut wurde, welche auch Retardierungseffekte berücksichtigt. Es gibt jedoch aktuell Versuche diese Begrenzungen zu überwinden.
Die Weber-Elektrodynamik gilt weiterhin nicht für relativistische Teilchengeschwindigkeiten. Es gibt Ansätze, diese Begrenzungen durch Einführung einer relativistischen potentiellen Energie
{\displaystyle U_{\mathrm {rel} }(r,{\dot {r}})={\sqrt {1-{\frac {{\dot {r}}^{2}}{c^{2}}}}}{\frac {q_{s}q_{d}}{4\pi \varepsilon _{0}r}}}
zu überwinden. Die ursprüngliche Potential-Formel von Weber stellt hierzu eine nichtrelativistische Näherung dar. Man erhält sie durch eine Taylorreihenentwicklung bezüglich {\displaystyle {\dot {r}}} an der Stelle 0 und Abbruch nach dem Glied zweiter Ordnung.

## Weiterführende Literatur
- André Koch Torres Assis: Weber's electrodynamics. Kluwer Acad. Publ., Dordrecht 1994, ISBN 0-7923-3137-0.